# توماس شويبله
توماس شويبله (بالألمانية: Thomas Schäuble)‏ (و. 1948 – 2013 م) هو قاضي، وسياسي ألماني، ولد في هورنبرغ، كان عضوًا في الاتحاد الديمقراطي المسيحي، توفي في غاغناو، عن عمر يناهز 65 عاماً، بسبب نوبة قلبية.

## مناصب
تولى منصب عضو مجلس الشورى الموحد بادن فورتمبيرغ ‏
- عمدة

.

## جوائز
حصل على جوائز منها:

نيشان استحقاق صليب الضباط لجمهورية ألمانيا الاتحادية

## روابط خارجية
- توماس شويبله على موقع مونزينجر (الألمانية)